# Abu Kabir
Abu Kabir (arabiska أبو كبير, Abū Kabīr eller Abu Kabeer) är en av de största städerna i guvernementet ash-Sharqiyya i Egypten. Folkmängden uppgår till cirka 130 000 invånare. 